# Ластово
Ластово е остров, община и град в Дубровнишко-неретванска жупания в Хърватия. Островът има площ от 46 кв. км и население от 835 души, 93% от които са етнически хървати. Общината е малко по-голяма, защото включва още 46 островчета, покривайки регион от приблизително 56 кв. км.

## История
Ластово, както останалата част от римска Далмация, е била заселено от илири. Римляните завладели и заселили цялата площ, държейки контрол до аварската инвазия и славянската миграция през 7 век. Хъратските племена запазили повечето от далматското крайбрежие.
Някога около началото на 11 век венецианците атакували и разрушили селището, поради съучастничеството на острова в пиратство из Адриатическо море. През 13 век Ластово се приъсединило към република Дубровник и се е радвало на стабилна автономия, докато републиката не бива завладяна от Франция по заповед на Наполеон. След това Австрия е управлявала острова следващите два века, по-късно - Италия и най-накрая е районът е станал част от Хърватия.

## Забележителности
Островът е известен с архитектурата си от 15 и 16 век. Там има много голям брой църкви въпреки малката му площ. Основното културно събитие там е Поклад или карнавал. Сега хърватското правителство се готви да направи острова и архипелага природен парк.